# Nils Stenhammar
Nils Stenhammar, född 1 februari 1697 i Vinnerstads socken, död 17 juni 1768 i Ekebyborna socken, var en svensk präst.

## Biografi
Nils Stenhammar föddes 1697 i Vinnerstads socken. Han var son till rusthållaren Olof Nilsson Stenhammar och Maria Jönsdotter. Stenhammar blev 1715 student vid Uppsala universitet och filosofie magister 5 juni 1722. Han prästvigdes 1 maj 1724 och blev 1725 skvadronspredikant vid Östgöta kavalleriregemente. Stenhammar blev 1727 rektor i Vadstena och kyrkoherde i Orlunda församling. Den 11 november 1731 blev han kyrkoherde i Ekebyborna församling och 1746 kontraktsprost i Aska kontrakt. Stenhammar predikade på prästmötet 1749. Han avled 1768 i Ekebyborna socken och begravdes 15 juli samma år i Ekebyborna kyrkas sakristia.
Ett epitafium över Stenhammar och hans fru hänger i Ekebyborna kyrka.

### Familj
Stenhammar gifte sig 1726 med Anna Elisabeth Swederus (1699–1782). Hon var dotter till professorn Matthias Swederus och Anna Bartholsdotter Festing i Uppsala. De fick tillsammans barnen Adolf Stenhammar, Anna Maria (1728–1753), Catharina Elisabeth, Helena Christina (1733–1758), Petrus (1734–1801) och Ulrica (1738–1740).